# 13004 Aldaz
13004 Aldaz eller 1982 RR är en asteroid i huvudbältet som upptäcktes den 15 september 1982 av den amerikanske astronomen Edward L.G. Bowell vid Anderson Mesa Station. Den är uppkallad efter meteorologen Luis Aldaz.
Asteroiden har en diameter på ungefär 8 kilometer.